# Hemse kyrka
Hemse kyrka är en kyrkobyggnad i Hemse på Gotland.

## Kyrkobyggnaden
Hemse kyrka föregicks av en stavkyrka från 1100-talets förra hälft som numera är rekonstruerad i Historiska museet. Vid en restaurering 1896 upptäcktes väggplankorna i den nuvarande kyrkans golv. Den befintliga medeltida kyrkan består av långhus och smalare absidkor i öster uppfört av sandsten, samt kyrktorn i väster av kalksten. Långhus och kor härstammar från 1200-talets början, medan tornet tillkom senare under 1200-talet. Sakristian på korets norra sida är från 1896. Kyrkans fasader är vitputsade med hörnkedjor i huggen kalksten. Långhus och kor har tegeltäckta sadeltak, absidtaket är valmat. Tornet har rundbågiga kolonettförsedda ljudöppningar och kröns av en åttkantig tornspira. 
Av kyrkans tre portaler (korportal samt nordlig och sydlig tornportal) är södra tornportalen ståtligast och utgör huvudingång. Den tillkom vid en modernisering av kyrkan omkring 1300, då troligen även långhusets ursprungliga sydportal flyttades till tornets nordsida, kyrkans valv slogs och tornet fick sitt västfönster. Fönsteröppningarna är resultatet av förstoringar och upptagningar vid 1800-talets mitt. Det enskeppiga långhuset täcks invändigt av två tältvalv. En smal, svagt spetsbågig triumfbåge leder till koret, tornbågen är betydligt bredare. Ringkammare och kor täcks av varsitt tältvalv. Vid en restaurering 1962–1963 (arkitekt Olle Karth) återställdes kyrkans medeltida målningar i mer ursprungligt skick.

## Inventarier
- Dopfunten har en cuppa i gotisk stil från 1300-talet. Foten är från senare delen av 1100-talet och tillskrivs Hegvalds verkstad.
- Triumfkrucifixet härstammar från slutet av 1100-talet.
- Altaruppsatsen av sandsten skänktes 1699.
- Predikstolen är från 1768.
- I tornet hänger en kyrkklocka som göts i början av 1400-talet.

### Orgel
- Föregående orgel byggdes 1916 av Åkerman & Lund Orgelbyggeri i Stockholm. Den hade 5 stämmor.
- Orgeln byggdes 1963 av Frobenius Orgelbyggeri i Kongens Lyngby, Danmark. Orgeln är mekanisk.

| Huvudverk I  | Svällverk II  | Pedal        | Koppel |
| Rörflöjt 8’  | Gedackt 8’    | Subbas 16’   | I/P    |
| Principal 4’ | Rörflöjt 4’   | Principal 8’ | II/P   |
| Gedackt 4’   | Princial 2’   | Nachthorn 2' | II/I   |
| Waldflöjt 2’ | Kvinta 1 1⁄3’ |              |        |
| Mixtur IV ch | Krumhorn 8'   |              |        |

## Bildgalleri

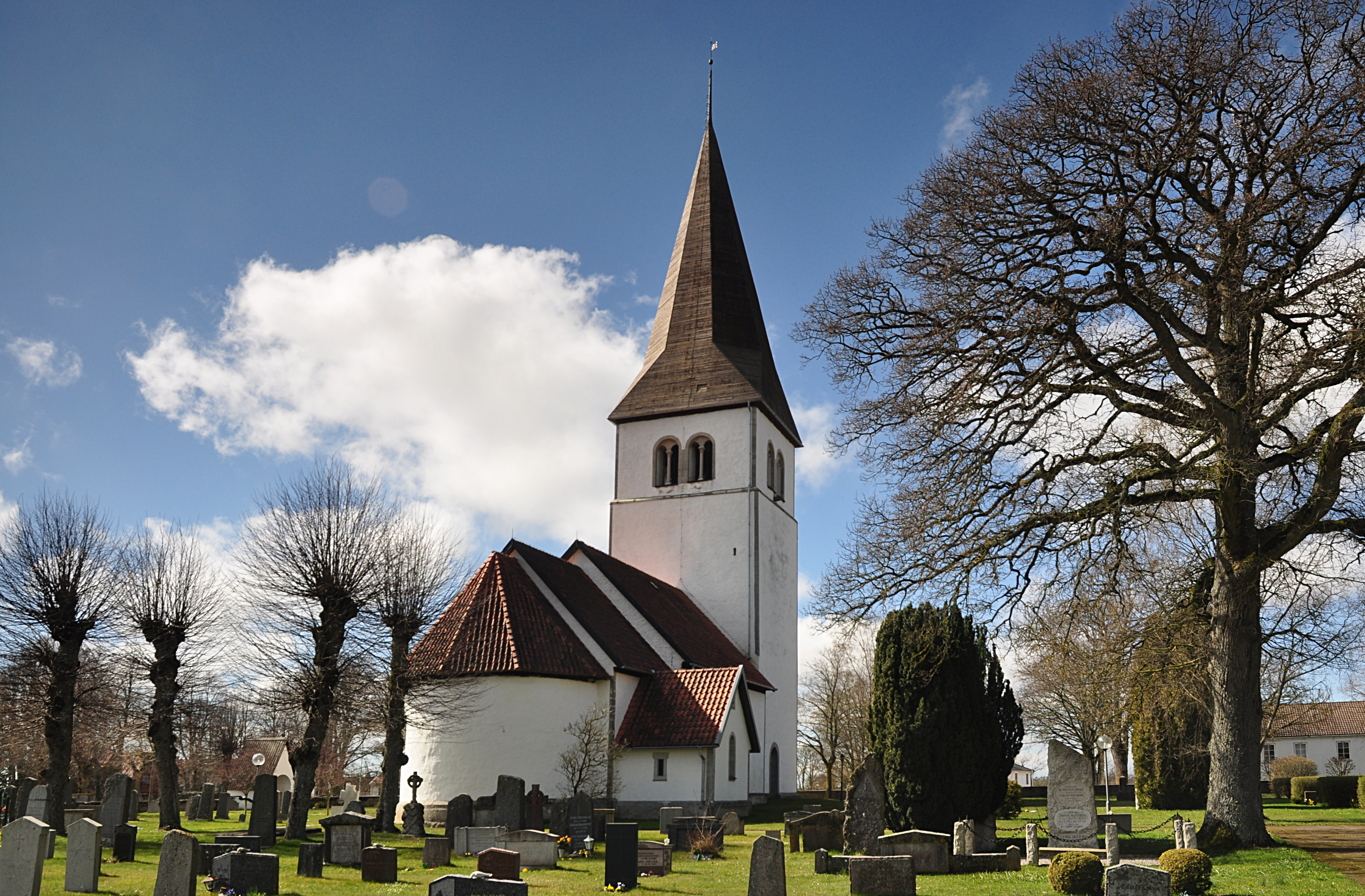
Kyrkan och kyrkogården
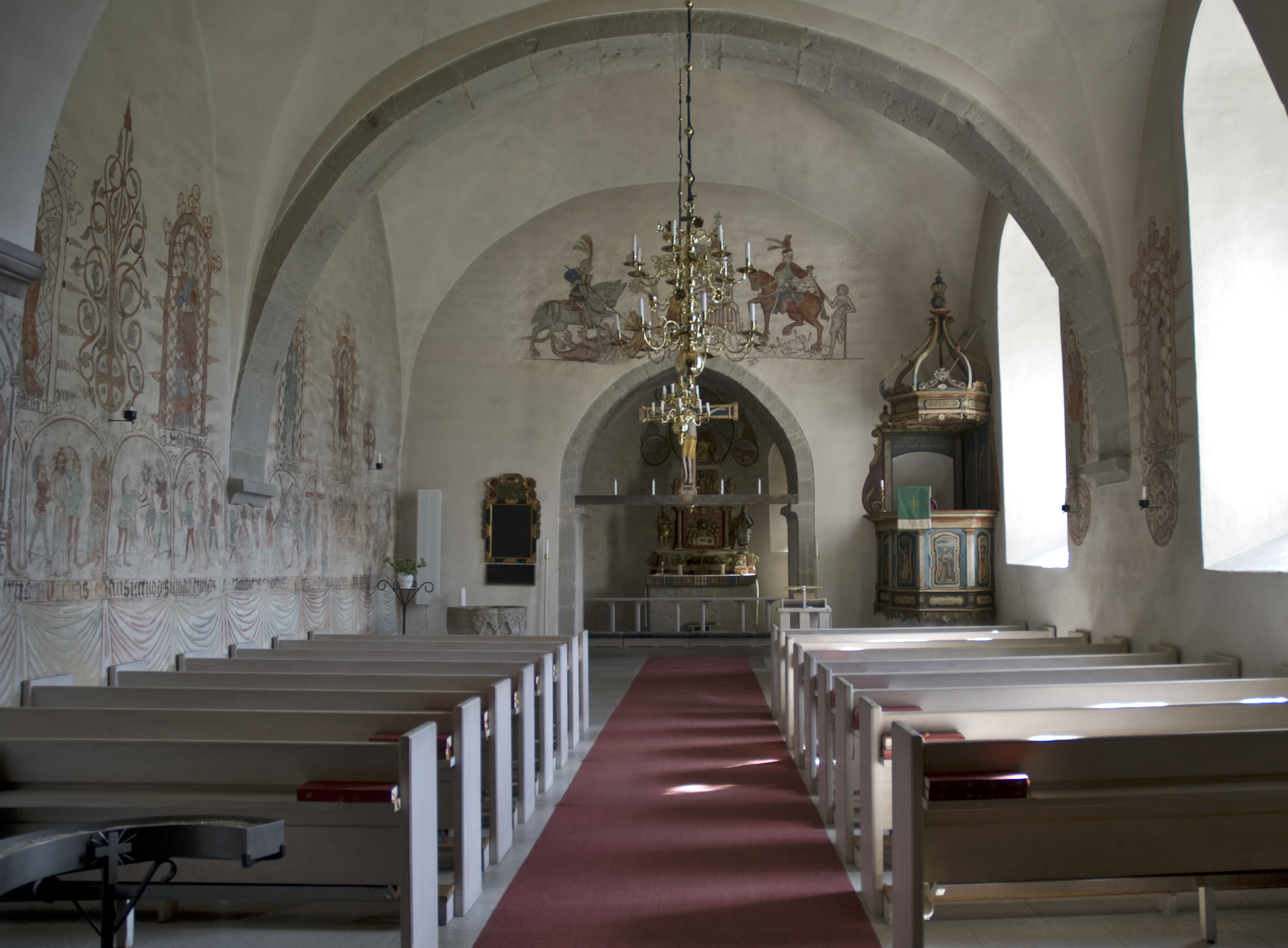
Interiör
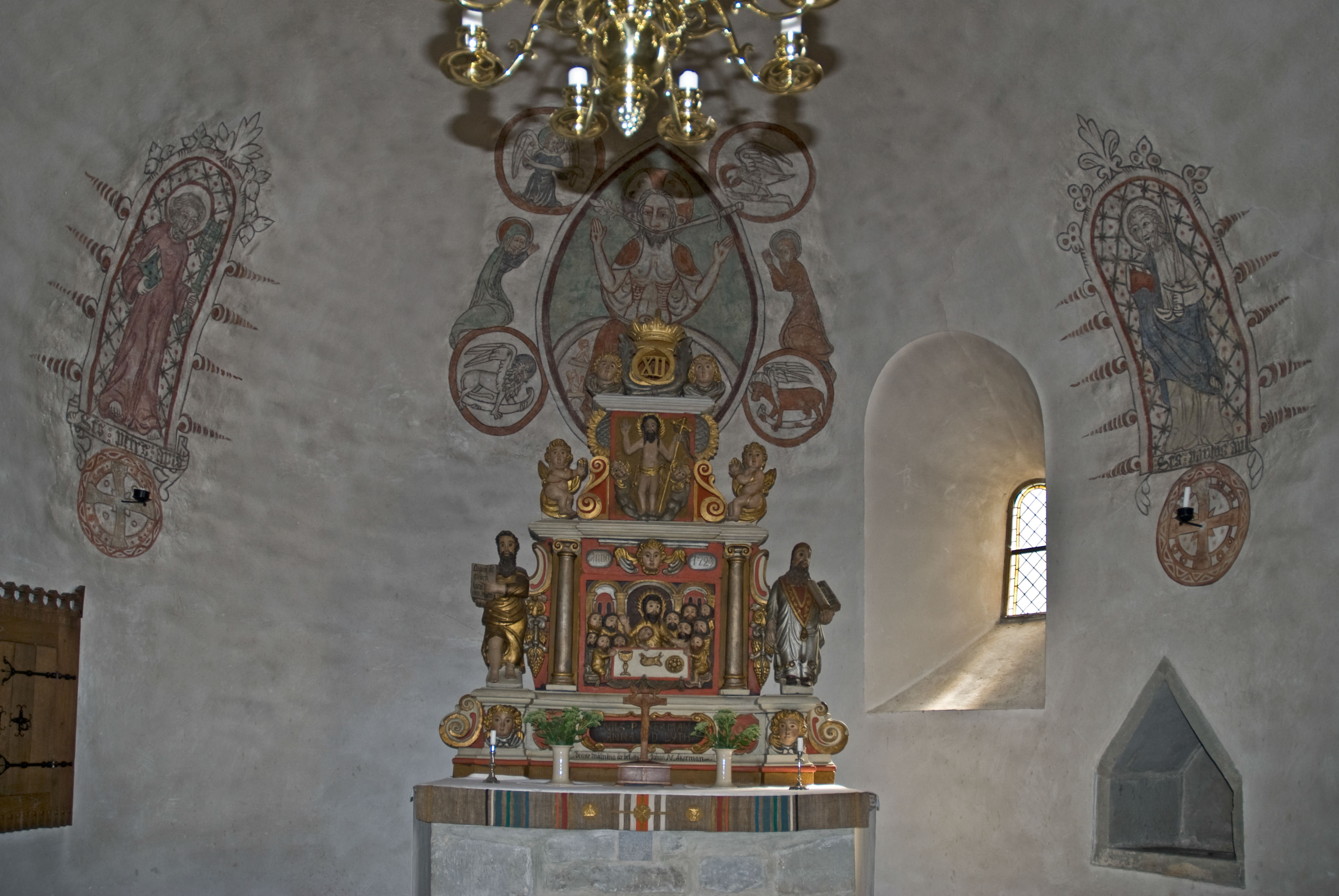
Korabsiden med altaruppsatsen
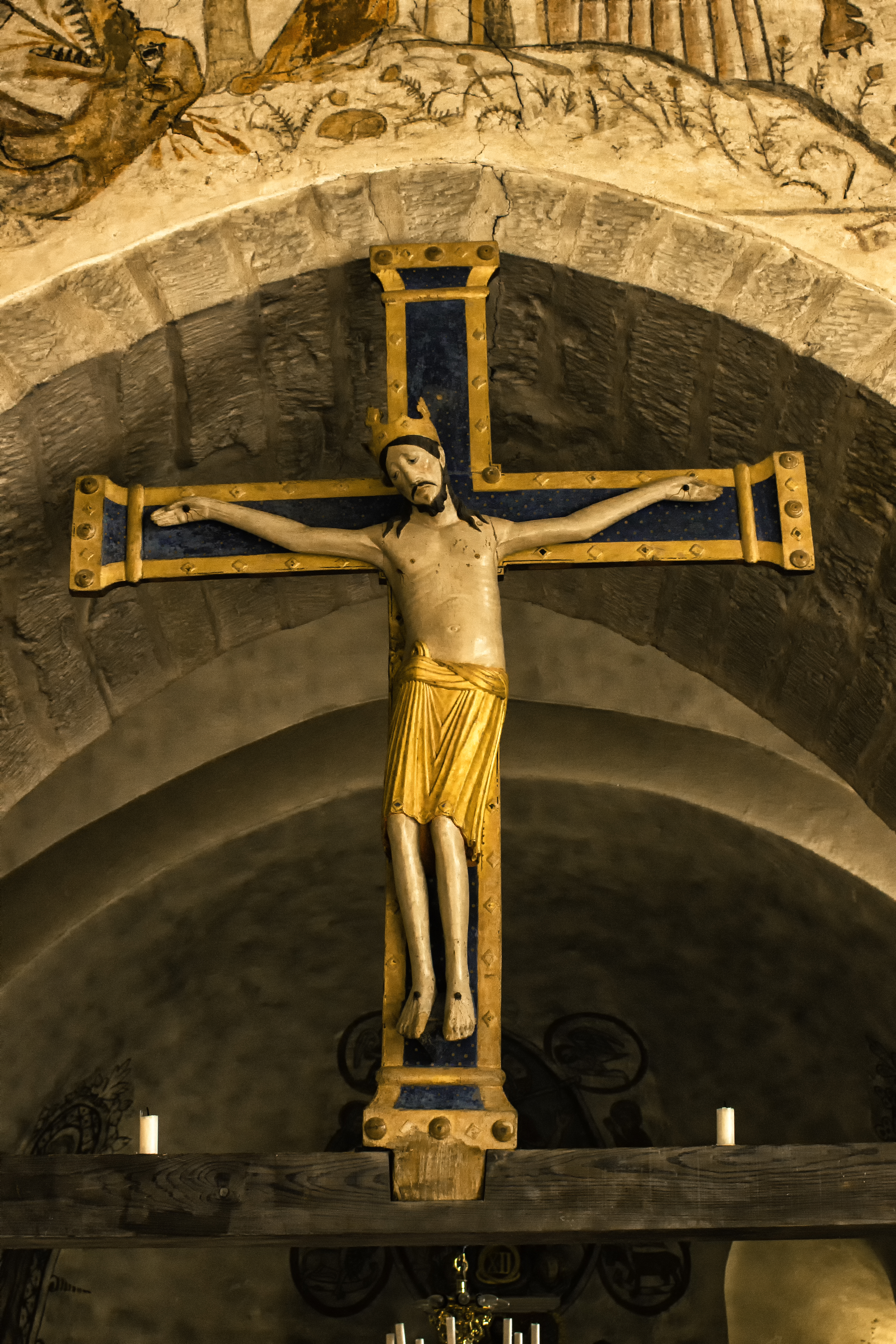
Triumfkrucifixet
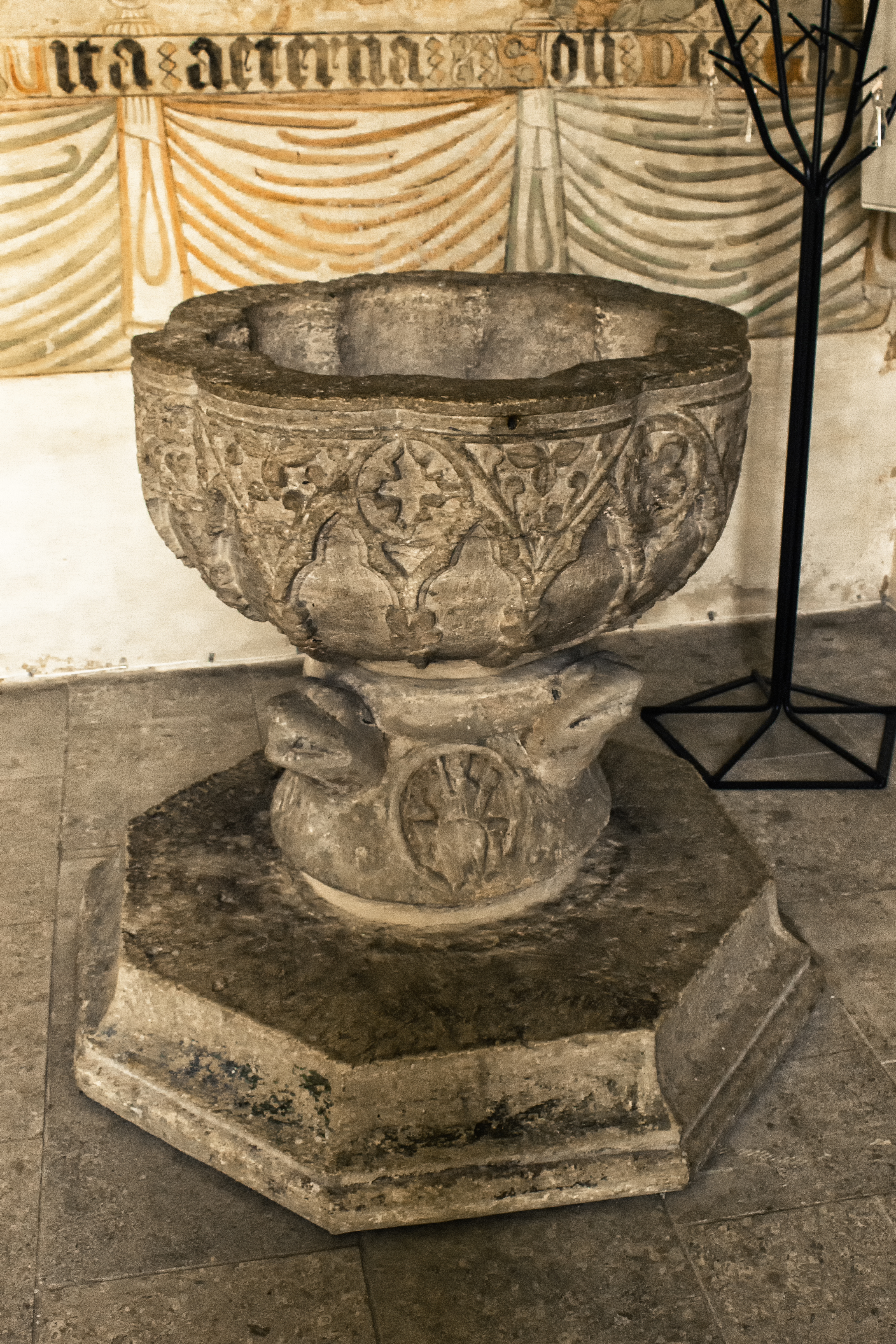
Dopfunten
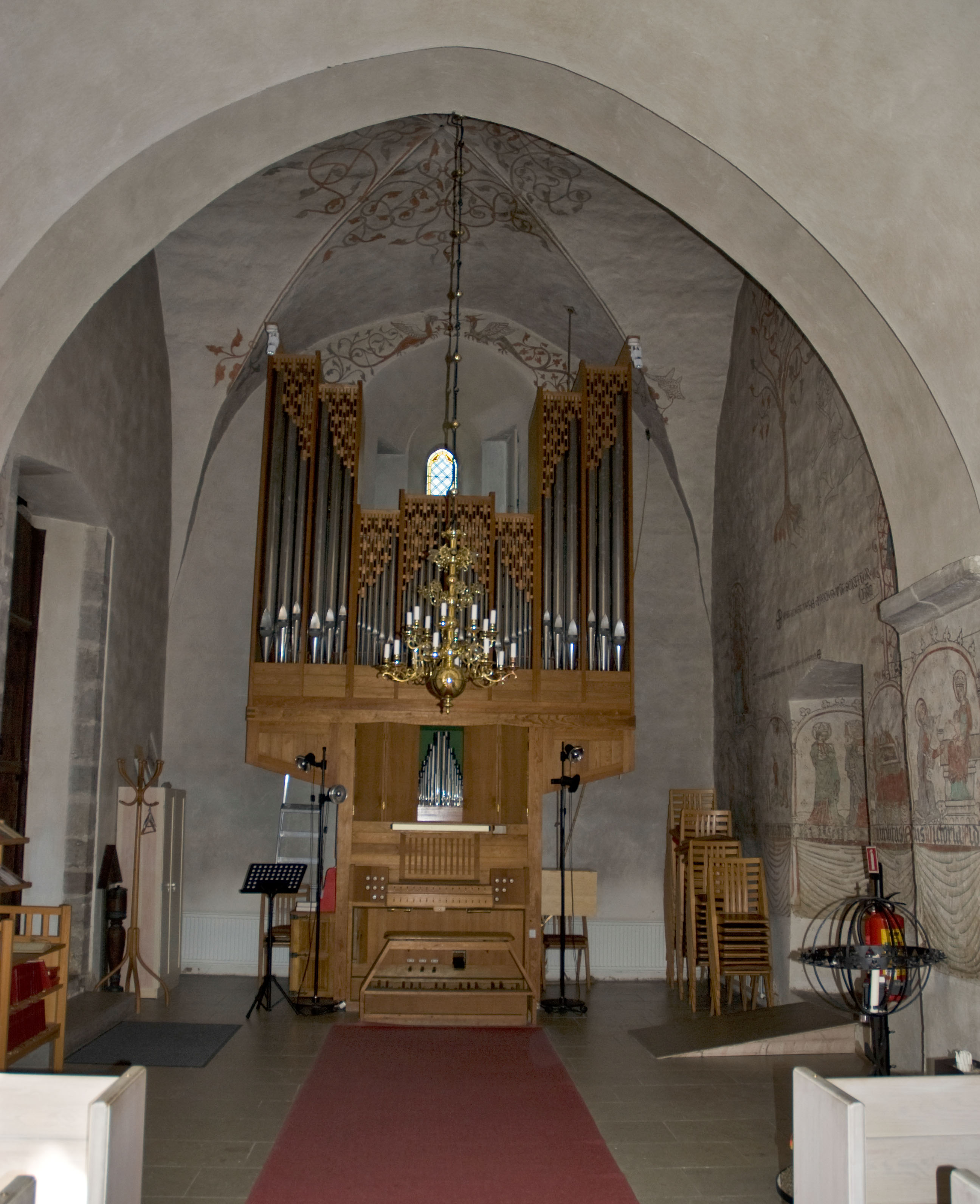
Orgeln